# Tom Ponzi
Tommaso Ponzi, detto Tom (Pola, 25 settembre 1921 – Busto Arsizio, 9 maggio 1997), è stato un investigatore e criminologo italiano.

## Biografia

### La formazione e l'attività di investigatore privato
Paracadutista della Repubblica Sociale Italiana, divenne poi funzionario di prefettura della RSI. Dopo la fine della seconda guerra mondiale, rimasto senza lavoro, decise di intraprendere l'attività di investigatore privato dopo l'incontro col fotografo Elio Luxardo. Nel 1948 fondó una propria agenzia investigativa, la società Mercurius Investigazioni, che l'anno dopo cambió nome in Tom Ponzi investigazioni.

### Le prime indagini e la fama
Nell'immediato secondo dopoguerra inizió a svolgere indagini patrimoniali e su casi di infedeltà coniugale durante gli anni della la crescita economica italiana. Il primo incarico di rilievo fu per conto di Vittorio Valletta, l'allora amministratore delegato della FIAT, che gli affidò il compito del recupero crediti e il controllo della solvibilità dei clienti che acquistavano le prime automobili. 
Nel 1949, gli viene affidato il primo caso importante da una grossa impresa: la Star si era accorta che i suoi dadi da brodo venivano contraffatti, allora assoldò Ponzi che si mise a pedinare personalmente il furgone che consegnava ai negozi i prodotti alterati e smascherò in breve tempo i truffatori. La sua reputazione si consolidò ulteriormente in tutti gli ambienti, e non solo in quelli investigativi, con un'altra indagine condotta a regola d'arte sempre nel campo della contraffazione aziendale, in questo caso dei medicinali Squibb ad opera di una banda che operava sia in Italia che fuori da essa. In seguito si occupò, sempre con successo, di un caso di contraffazione del profumo N. 5 di Chanel. Era amico di Enzo Ferrari e la casa automobilistica emiliana si avvale dei suoi servizi per la prevenzione di sabotaggi.
Ebbe un rapido successo anche in campo internazionale: lavorò, tra gli altri, per Nelson Rockefeller, gli Agnelli, Enzo Ferrari, l'Aga Khan; per conto di questi indagó sulla fedeltà della sua quarta moglie. Dopo ventitré giorni di sorveglianza all'Hôtel Negresco di Nizza, il rapporto dettagliato dell'investigatore privato affermava che Begum Om Habibeh Aga Khan, era una moglie assolutamente fedele. L'Aga Khan fu molto contrariato per aver pagato una somma ingente in un'investigazione che non aveva dato alcun risultato e se la prese con Ponzi, che però gli rispose: "Se era una patente di cornuto che voleva, bastava chiederla". Il fatto di aver lavorato per uno degli uomini più ricchi del mondo accrebbe notevolmente la popolarità dell'agenzia investigativa nel campo del jet set internazionale.

### Il rapimento di Terrazzano
Intervenne nel 1956 presso la scuola elementare di Terrazzano, dove due balordi avevano sequestrato un centinaio di alunni e tre maestre: assieme all'operaio Sante Zennaro, riuscì a penetrare nell'edificio e a disarmare i malviventi. La vicenda si concluse però con l'uccisione di Zennaro, colpito per errore dalla polizia. Zennaro fu insignito della medaglia d'oro al valor civile, mentre Ponzi non ottenne alcun riconoscimento (secondo quanto dichiarato dal fratello Angelo in un'intervista, a causa delle sue esplicite simpatie fasciste). Ponzi affermava inoltre di essere stato testimone delle manomissioni della scena da parte dei poliziotti, che intendevano occultare le loro responsabilità attorno alla morte dell'operaio, ucciso, secondo Ponzi, dalla forze dell'ordine perché scambiato per uno dei rapitori.
Una sorta di riconoscimento ufficiale si ebbe da parte del procuratore della Repubblica Mauro Gresti, che il 5 ottobre 1984 scriveva al questore di Milano:

### Lo scandalo delle intercettazioni, la latitanza in Francia e la revoca della licenza
Nel 1962 fu presente nelle campagne vicino Bescapè ove precipitó l'aereo sul quale viaggiava Enrico Mattei compiendo un sopralluogo per conto di Eugenio Cefis. Tra gli altri clienti famosi, il senatore Vittorio Cini che a lui si rivolse nel 1972 poiché minacciato del rapimento di una nipote. Più o meno nello stesso periodo, fa il suo ingresso in agenzia la figlia Miriam.
Nel 1973 fu coinvolto in un vasto scandalo giudiziario con l'accusa di aver pianificato una vasta rete di intercettazioni non autorizzate ai danni della Montedison e di alcuni esponenti politici. Tom Ponzi riuscì a fuggire a Nizza prima dell'arresto, dove rimase sei anni. In quell'occasione, tuttavia, gli fu ritirata la licenza di investigatore e non riuscì più a riottenerla; lo stesso Ponzi dichiarava di essere vittima di una persecuzione a causa della vicenda di Terrazzano. Poté in qualche modo continuare a occuparsi della sua agenzia investigativa intestandola ai figli.

### L'attività cinematografica
Tom Ponzi ebbe anche un ruolo di attore nel piccolo schermo: nel 1970 interpretò il commissario Sciancalepre nella miniserie Rai I giovedì della signora Giulia, ispirati all'omonimo romanzo di Piero Chiara.

### Gli ultimi anni e la morte
Alla fine degli anni 1970 tornó  in Italia, venendo fu assolto con formula piena per la vicenda delle intercettazioni.  Nel 1982, in occasione del ventennale della testata Diabolik, le sorelle Giussani assoldarono Ponzi per ritrovare Zarcone, il disegnatore che illustrò il primo numero del fumetto (Il re del terrore) per poi sparire misteriosamente, ma in questo caso l'agenzia di Ponzi non ebbe successo.
Gravemente malato di diabete, e vistosi negare il rinnovo della licenza di investigatore, Ponzi si ritirò negli anni novanta e morì presso l'ospedale di Busto Arsizio nel 1997.

## Le contese sul marchio e questioni giudiziarie
Al momento del ritiro di Tom dalle scene dell'investigazione, sono sorti dei forti attriti tra vari membri della sua famiglia attorno all'utilizzo del marchio della storica Tom Ponzi investigazioni. La disputa ha riguardato nello specifico il fratello Tony e la figlia Miriam, titolari entrambi di due diverse agenzie investigative.
Negli anni dopo la sua morte si sono sviluppate diverse dispute anche giudiziarie, che in particolare hanno coinvolto la figlia Miriam, circa l'uso del nome e per la proprietà del dominio web e la gestione dell'agenzia che porta il nome del padre. Oggi esistono infatti numerose agenzie di investigazione in Italia che si rifanno al marchio "Ponzi" e che non sono direttamente collegate all'agenzia dello storico investigatore. Il Tribunale di Roma, con ordinanza del 16 settembre 1994, R.G. 56782/94, ha stabilito che in considerazione della prolungata attività di diversi soggetti, ciascuno dei quali facente uso del cognome Ponzi, nessuno di essi possa vietare agli altri di utilizzare il marchio Ponzi. Ha imposto anche che si facesse chiarezza sulle differenze tra le varie agenzie, per evitare di confonderle. Il garante della pubblicità ingannevole poco dopo impose alla Tony Ponzi di Roma di modificare il logo per rendere palese la non appartenenza alla società di Tom Ponzi.
Nel 2015 la figlia Miriam, dopo essere stata arrestata nel 2012 su ordine della Procura della Repubblica di Milano, è stata condannata dal Tribunale di Milano a 4 anni e 3 mesi di reclusione per corruzione e bancarotta della società di investigazioni Miriam Tom Ponzi, oltre ad essere stata interdetta per 10 anni dalla guida di società..